# Michael Brandon
Michael Brandon (tên khai sinh: Michael Feldman; sinh năm 1945) là nam diễn viên người Mỹ. Ông được biết đến qua vai James Dempsey trong sê-ri của Anh Quốc là Dempsey and Makepeace (1985–86).

## Thời thơ ấu
Brandon sinh ra Michael Feldman ở Brooklyn, New York, mẹ là Miriam (nhũ danh Tumen) và cha là Sol Feldman. Lúc lên 9 tuổi, cậu và gia đình (anh trai Elliot và em gái Debra Lynne) chuyển đến Valley Stream, New York, nơi cậu theo học trường Trung học Memorial và sau đó là trường trung học phổ thông Valley Stream Central.
Brandon diễn trong loạt phim truyền hình Dempsey and Makepeace và Dinotopia, phim điện ảnh Quattro mosche di velluto grigio (1971), F.M. (1978), A Vacation In Hell (1979) và A Change of Seasons (1980), và các vở kịch Does a Tiger Wear a Necktie? và Jerry Springer - The Opera. 
Kể từ khi chuyển đến Vương quốc Anh, Brandon đã làm việc trên TV trên các chương trình như The Bill, Trial and Retribution, và Dead Man Weds. Anh cũng đóng vai chính trong vở nhạc kịch Jerry Springer: The Opera trong hơn một năm trong Nhà hát Quốc gia và sau khi chuyển vào West End. Brandon đóng vai chính trong Singin' in the Rain mùa hè năm 2012. Năm 2004, anh đóng vai người giành giải Nobel Arno Penzias trong bộ phim truyền hình BBC Hawking về sự nghiệp ban đầu của nhà vật lý Stephen Hawking tại Đại học Cambridge và là người kể chuyện của Hoa Kỳ về Thomas & Friends. Vào tháng 2 năm 2008, anh bắt đầu chương trình phát thanh nói chuyện của mình trên City Talk, một đài phát thanh địa phương mới ở Liverpool. Năm 2008, anh xuất hiện trong Series 4 đêm chung kết của BBC ' 'Doctor Who' ', như Tổng Sanchez, một viên chức UNIT. Cũng trong năm 2008, anh xuất hiện trong bộ phim truyền hình Bones, như Roger Frampton, một triệu phú người Mỹ.